# Port Vell
Port Vell (Nederlands: 'Oude haven') is het oudste gedeelte van de haven van Barcelona in de stad Barcelona in Spanje. Het is totaal gerenoveerd als onderdeel van een stadsvernieuwing voorafgaand aan de Olympische Zomerspelen van 1992. Hiervoor was het een vervallen gebied met lege pakhuizen, rangeerterreinen en fabrieken.
Nu is het een toeristische trekpleister met het Maremàgnum (een winkelcentrum dat behalve winkels ook een bioscoop, bars en restaurants heeft), IMAX Port Vell en ten tijde van de opening Europa's grootste aquarium met daarin 8000 vissen en 11 haaien in 22 bassins gevuld met zes en een half miljoen liter zeewater. Een voetgangersbrug, Rambla de Mar, verbindt La Rambla met Port Vell.